# Slough

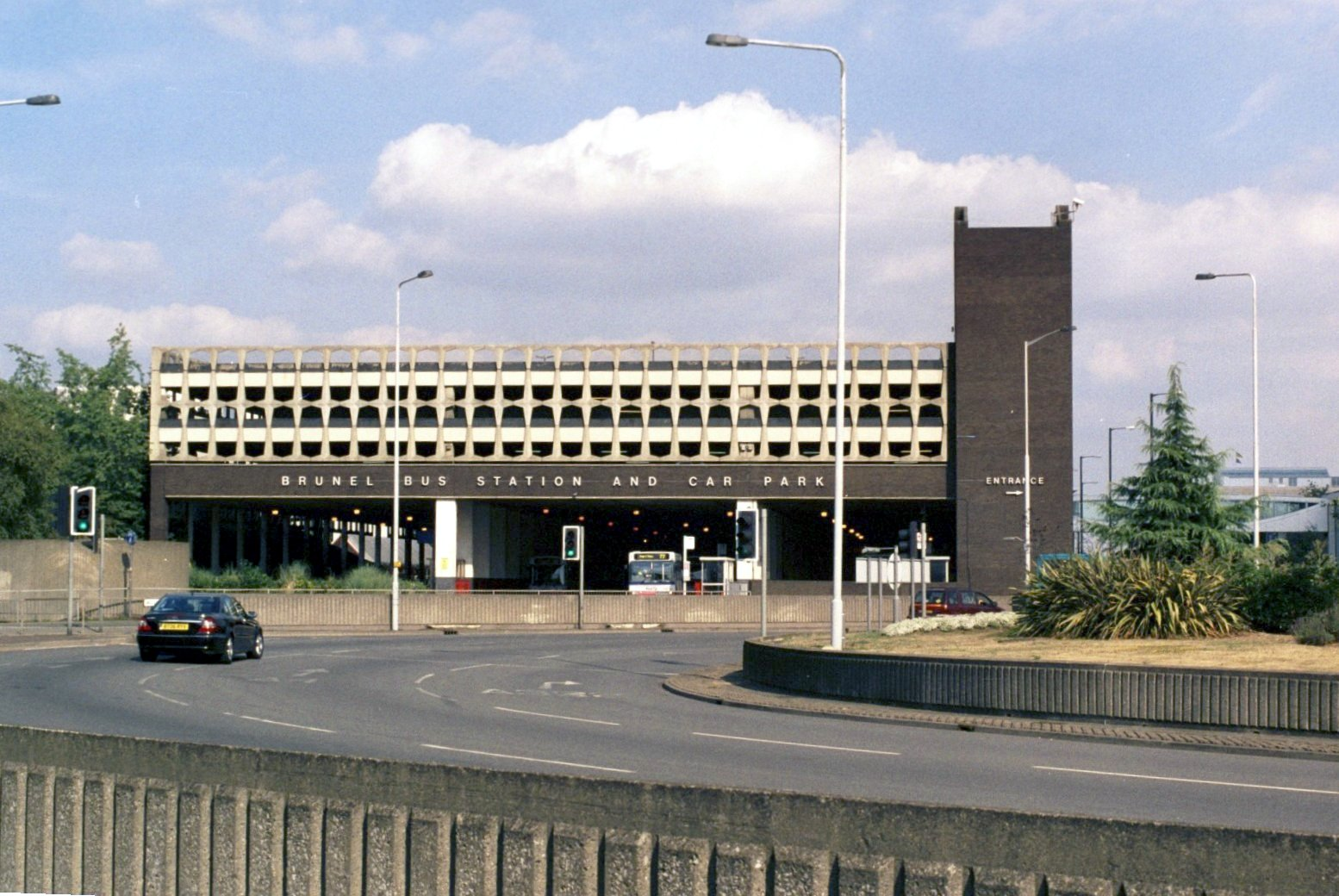
Die ehemalige Brunel Bus Station

Slough [slaʊ] ist eine Stadt und eine Unitary Authority in der Grafschaft Berkshire im Süden von England.

## Geschichte
Der überwiegende Teil der Stadt war ursprünglich Teil von Buckinghamshire und entstand über Jahre aus der Verschmelzung von Dörfern entlang der Straße A4 zwischen London, Bath und Bristol. Erstmals genannt wird die Stadt (als Slo) im Jahre 1196. Der Name rührt wahrscheinlich von dem englischen Wort für Sumpf (slough) her, möglicherweise auch von sloe (Schlehe).
Der Astronom Wilhelm Herschel und seine Schwester Caroline erstellten die erste Karte des Universums mit einem Teleskop, das Herschel in seinem Garten in der Windsor Road in Slough gebaut hatte. Ein Denkmal erinnert heute daran. 1790 besichtigte der deutsche Naturforscher Georg Forster das Teleskop auf seiner Englandreise. William Herschel (wie er seit seiner Einbürgerung hieß) heiratete in der St Laurence’s Church in Slough, bei der er auch begraben ist.

## Wirtschaft und Infrastruktur
Die Zentralen von Reckitt Benckiser, O2(UK), Amazon.com (UK), Black & Decker (Europa), Lego (UK) und Mars Inc. haben ihren Sitz in Slough. Ebenso ist Slough Sitz der europäischen Zentrale der Unternehmen Blackberry und HTC sowie der britischen Zentrale von 1&1 Internet.

## Gemeinden innerhalb des Boroughs
Auf dem Gebiet des Boroughs bestehen in den Randbereichen drei kleinere Gemeinden (Parish): Britwell, Wexham Court und Colnbrook with Poyle, jeweils mit einem eigenen Gemeinderat (Parish Council). Der weit überwiegende Teil hingegen steht als Unparished Area außerhalb dieses Systems.

## Kultur
In den 1960er Jahren drehte Gerry Anderson in Slough seine Supermarionation-Trickfilme.
Slough ist außerdem Schauplatz der BBC-Serie The Office. Darin wird auch das Gedicht von John Betjeman aufgegriffen:
Come friendly bombs and fall on Slough!
It isn’t fit for humans now,
There isn’t grass to graze a cow.
Auch die Tiger Lillies haben der Stadt ein Lied (Slough) gewidmet, das sich mit den Zeilen Drop a bomb on Slough auf dieses Gedicht bezieht.

## Städtepartnerschaften
- Montreuil-sur-Mer, Frankreich
- Riga, Lettland

## Söhne und Töchter der Stadt
- John Herschel (1792–1871), Astronom
- Charles Meer Webb (1830–1895), Genremaler der Düsseldorfer Schule
- William James Herschel (1833–1917), Kolonialbeamter, erster Sammler von Fingerabdrücken
- Cecil Aldin (1870–1935), Maler und Illustrator
- Donald Linden (1877–1964), kanadischer Geher
- Dorothea Brooking (1916–1999), TV-Produzentin, Drehbuchautorin und Regisseurin
- Marian McPartland (1918–2013), Jazz-Pianistin
- Peter R. Marler (1928–2014), Neurobiologe und Ethologe
- John Hopkins (1937–2015), Fotograf, Journalist und politischer Aktivist
- John Sharland (* 1937), Diplomat
- Richard Grey, 6. Earl Grey (1939–2013), Adliger
- John Butts (1941–1966), Jazzmusiker
- Harold Tarrant (* 1946), britisch-australischer Klassischer Philologe
- Rod Evans (* 1947), Rock-Sänger
- Jon Marks (1947–2007), Jazzmusiker
- Anthony McElligott (* 1955), Historiker
- Mark Brzezicki (* 1957), Rock-Schlagzeuger
- Tony Hayward (* 1957), Manager
- Tracey Ullman (* 1959), Schauspielerin und Sängerin
- Brian McDermott (* 1961), Fußballspieler und -trainer
- Ian Gale (* 1961), Fußballspieler
- Kerthney Carty (* 1962), Fußballtrainer
- Tony Di Bart, bürgerlich Antonio Di Bartolomeo (* 1964), Popsänger
- Dominic Montserrat (1964–2004), Ägyptologe und Papyrologe
- Simon Kernick (* 1966), Autor
- Fiona May (* 1969), britisch-italienische Weitspringerin, Weltmeisterin und Olympiazweite
- Spencer Livermore, Baron Livermore (* 1975), Politiker
- Mark Hylton (* 1976), Sprinter, Medaillengewinner bei EM, WM und Olympia
- Kim Conley (* 1986), US-amerikanische Langstreckenläuferin
- Tamaryn Payne (* 1988), Schauspielerin
- Marcus Willis (* 1990), Tennisspieler
- Grace Moloney (* 1993), irisch-englische Fußballtorhüterin
- Axcil Jefferies (* 1994), Automobilrennfahrer
- Taylor Campbell (* 1996), Leichtathlet
- Matty Cash (* 1997), Fußballspieler
- Abigail Dow (* 1997), Rugby-Union-Spielerin
- Jordi Osei-Tutu (* 1998), Fußballspieler
- Sam Surridge (* 1998), Fußballspieler
- Andre Burley (* 1999), Fußballspieler
- Armando Broja (* 2001), Fußballspieler